# Duar
Cet article possède un paronyme, voir Douar.
Duar est une ville du Soudan du Sud, dans l'État de l'Unité.